# Стокпорт (Огайо)
Стокпорт (англ. Stockport) — селище (англ. village) в США, в окрузі Морган штату Огайо. Населення — 483 особи (2020).

## Географія
Стокпорт розташований за координатами 39°32′56″ пн. ш. 81°47′40″ зх. д. / 39.54889° пн. ш. 81.79444° зх. д. (39.548870, -81.794397).  За даними Бюро перепису населення США в 2010 році селище мало площу 0,85 км², уся площа — суходіл.

## Демографія
Згідно з переписом 2010 року, у селищі мешкали 503 особи в 195 домогосподарствах у складі 140 родин. Густота населення становила 591 особа/км².  Було 234 помешкання (275/км²).
Расовий склад населення:
| - 91,7 % — білих - 3,0 % — чорних або афроамериканців |

До двох чи більше рас належало 5,2 %. Частка іспаномовних становила 0,6 % від усіх жителів.
За віковим діапазоном населення розподілялося таким чином: 26,6 % — особи молодші 18 років, 60,1 % — особи у віці 18—64 років, 13,3 % — особи у віці 65 років та старші. Медіана віку мешканця становила 35,1 року. На 100 осіб жіночої статі у селищі припадало 87,7 чоловіків;  на 100 жінок у віці від 18 років та старших — 84,5 чоловіків також старших 18 років.
Середній дохід на одне домашнє господарство  становив 37 607 доларів США (медіана — 27 292), а середній дохід на одну сім'ю — 46 736 доларів (медіана — 35 694). За межею бідності перебувало 28,4 % осіб, у тому числі 48,7 % дітей у віці до 18 років та 8,0 % осіб у віці 65 років та старших.
Цивільне працевлаштоване населення становило 180 осіб. Основні галузі зайнятості: освіта, охорона здоров'я та соціальна допомога — 31,1 %, мистецтво, розваги та відпочинок — 12,8 %, роздрібна торгівля — 12,2 %.